# Slowenische Fußballnationalmannschaft/Europameisterschaften
Der Artikel beinhaltet eine Darstellung der slowenischen Fußballnationalmannschaft bei Europameisterschaften und den Qualifikationen dazu.

## Teilnahmen an Fußball-Europameisterschaften
Slowenien nahm nach dem Zerfall Jugoslawiens erstmals an der Qualifikation zur EM 1996 teil und konnte sich bisher einmal für eine Endrunde qualifizieren. Branko Oblak nahm 1976 auch an der EM in Jugoslawien und Srečko Katanec 1984 an der EM in Frankreich teil.
| Jahr | Gastgeberland           | Teilnahme bis …    | Letzte(r) Gegner                  | Ergebnis | Trainer        | Bemerkungen und Besonderheiten |
| ---- | ----------------------- | ------------------ | --------------------------------- | -------- | -------------- | --- |
| 1996 | England                 | nicht qualifiziert |                                   |          |                | In der Qualifikation an Kroatien und Italien gescheitert. |
| 2000 | Niederlande und Belgien | Vorrunde           | BR Jugoslawien, Spanien, Norwegen | 13.      | Srečko Katanec | Nach einer Niederlage und zwei Remis als Gruppenletzter ausgeschieden. |
| 2004 | Portugal                | nicht qualifiziert |                                   |          |                | In den Relegationsspielen am Nachbarn Kroatien gescheitert. |
| 2008 | Österreich und Schweiz  | nicht qualifiziert |                                   |          |                | In der Qualifikation an den Niederlanden und Rumänien gescheitert. |
| 2012 | Polen und Ukraine       | nicht qualifiziert |                                   |          |                | In der Qualifikation an Italien und Estland gescheitert, das sich auch nicht qualifizieren konnte. |
| 2016 | Frankreich              | nicht qualifiziert |                                   |          |                | In der Qualifikation traf Slowenien auf England, die Schweiz, Estland, Litauen und San Marino. Als Gruppendritter scheiterte Slowenien dann in den Playoffspielen der Gruppendritten an der Ukraine.                                          |
| 2021 | Europa                  | nicht qualifiziert |                                   |          |                | In der Qualifikation an Polen und Österreich gescheitert. |
| 2024 | Deutschland             | Achtelfinale       | Portugal                          |          | Matjaž Kek     | Als Gruppenzweiter in der Qualifikation hinter Dänemark vor Finnland, Kasachstan, Nordirland und San Marino qualifiziert. Gruppengegner bei der Endrunde waren wieder Dänemark, England und Serbien. Aus im Achtelfinale im Elfmeterschießen. |

## Endrunden mit vier und acht Teilnehmern

### EM 1960–1992
Slowenien war Teil von Jugoslawien. Jugoslawien konnte sich für fünf der neun EM-Endrundenturniere qualifizieren, aber nur drei slowenische Spieler wurde in EM-Kader berufen. Von der Teilnahme 1992 wurde es aber wegen der Jugoslawienkriege nachträglich ausgeschlossen. Jugoslawien wurde zweimal Vizemeister und einmal Dritter.

## Endrunden mit 16 Teilnehmern

### EM 1996
Slowenien trat erstmals zur Qualifikation für die EM 1996 an und musste dazu in einer Gruppe mit Kroatien, Italien und Litauen, der Ukraine und Estland spielen. Slowenien konnte unter Zdenko Verdenik nur die beiden Spiele gegen Estland sowie das Heimspiel gegen die Ukraine gewinnen und wurde damit lediglich Vorletzter. Kroatien qualifizierte sich als Gruppensieger erstmals für die EM-Endrunde, Italien als bester Gruppenzweiter ebenfalls direkt. Verdenik blieb zunächst im Amt, nach dem schlechten Start in die WM-Qualifikation 1998 wurde er aber am 30. April 1997 entlassen.

### EM 2000
Vier Jahre später waren dann Norwegen, Griechenland, Lettland, Albanien und Georgien die Gruppengegner, von denen sich zuvor nur Griechenland einmal (1980) für die EM-Endrunde qualifizieren konnte, Norwegen aber bei der vergangenen WM immerhin ein Spiel gegen Weltmeister Brasilien gewinnen konnte. Norwegen galt daher als Favorit und setzte sich als Gruppensieger durch. Slowenien, das seit 1998 vom ehemaligen jugoslawischen Nationalspieler Srečko Katanec trainiert wurde, hielt aber lange mit: Erst durch die beiden letzten Niederlagen (0:4 in Norwegen und daheim 0:3 gegen Griechenland) wurde die direkte Qualifikation verfehlt, aber immerhin wurde der zweite Platz noch gerettet. In den Playoffs der Gruppenzweiten trafen die Slowenen auf die Ukraine mit dem jungen Andrij Schewtschenko. Nach einem 2:1 im Heimspiel reichte ein 1:1 im Rückspiel und die Slowenen waren damit für ihr erstes großes Fußballturnier qualifiziert. Bei der Endrunde traf Slowenien in der Vorrunde im ersten Gruppenspiel auf die Bundesrepublik Jugoslawien und führte nach 57 Minuten mit 3:0, wobei Zlatko Zahovič das erste EM-Tor für Slowenien und das dritte schoss. Nachdem auch noch Siniša Mihajlović auf Seiten des Gegners die Gelb-Rote Karte erhalten hatte, sah alles nach einem ersten Sieg aus. Aber innerhalb von sechs Minuten konnte der Gegner ausgleichen. Im zweiten Spiel gegen Spanien unterlagen die Slowenen dann mit 1:2 und gegen Qualifikationsgegner Norwegen reichte es nur zu einem 0:0, womit beide nach der Vorrunde die Heimreise antreten konnten. Slowenien konnte immerhin die Leistungen bestätigen und Katanec führte sie dann auch zur folgenden WM. Nach drei Niederlagen in der Vorrunde und einem Streit mit dem Star der Mannschaft, Zlatko Zahovič, trat Katanec aber zurück.

### EM 2004
Für die EM 2004 musste sich Slowenien gegen Titelverteidiger Frankreich, Israel, Zypern und Malta qualifizieren. Slowenien wurde nun von Bojan Prašnikar trainiert, der bereits 1993 als erster Trainer und 1998 das Amt innehatte. Die Slowenen verloren nur beide Spiele gegen Frankreich, das auch alle anderen Spiele gewann, und wurden Gruppenzweiter, scheiterten in den Playoffs der Gruppenzweiten aber an Kroatien. Daraufhin wurde Prašnikar vom slowenischen Verband entlassen. Mit Ermin Šiljak stellte Slowenien aber den besten Torschützen der Qualifikation, der insgesamt neun Tore erzielte und damit zusammen mit dem Niederländer Ruud van Nistelrooy (5 Tore in der Qualifikation, 4 bei der Endrunde) bester Torschütze des gesamten Wettbewerbs wurde.

### EM 2008
Auch vier Jahre später scheiterte Slowenien wieder in der Qualifikation, diesmal wurde in einer Gruppe mit den Niederlanden, Rumänien, Bulgarien, Belarus, Albanien und Luxemburg nur der vorletzte Platz belegt. Dabei wurden nur beide Spiele gegen Luxemburg und das Heimspiel gegen Belarus gewonnen. Begonnen hatten die Slowenen die Qualifikation unter Branko Oblak, der 1976 zwei EM-Spiele bei der Endrunde in Jugoslawien bestritten hatte. Am 3. Januar 2007 wurde er dann aber von Matjaž Kek abgelöst. Kek blieb auch nach der verpassten Qualifikation im Amt und erhielt eine neue Chance, die er nutzte, um Slowenien zur WM nach Südafrika zu führen.

### EM 2012
Nachdem sich Slowenien für die WM 2010 qualifiziert hatte, ging man auch mit großen Hoffnungen in die Qualifikation für die EM 2012. In einer Gruppe mit Italien, überraschend starken Esten, Serbien, Nordirland und den Färoer reichte es aber nur zum vierten Platz. Letztlich entscheidend war die Heimniederlage gleich im ersten Spiel gegen Nordirland, denn die drei Punkte fehlten am Ende für Platz 2. Italien qualifizierte sich als Gruppensieger direkt, Estland scheiterte in den Playoffs der Gruppenzweiten an Irland. Kek trat daraufhin am 24. Oktober 2011 als Trainer der slowenischen Nationalelf zurück.

## Endrunden mit 24 Teilnehmern

### EM 2016
An der EM nehmen erstmals 24 Mannschaften teil. Für die Auslosung der Qualifikationsgruppen, die am 23. Februar 2014 erfolgte, war Slowenien nur in Topf 3 gesetzt. Die Slowenen wurde in Gruppe E mit den WM-Teilnehmern England und Schweiz gelost. Als weitere Gegner wurden zudem Estland, Litauen und San Marino zugelost.
Die beiden Gruppenersten qualifizieren sich direkt für die EM-Endrunde. Sollte die drittplatzierte Mannschaft bester Gruppendritter sein, ist sie ebenfalls direkt qualifiziert. Die übrigen Gruppendritten spielen in Playoffs vier weitere Teilnehmer aus.
Slowenien, das seit 2013 wieder von Srečko Katanec trainiert wird, begann die Qualifikation mit einem 0:1 in Estland, konnte dann aber mit dem gleichen Ergebnis gegen die Schweiz gewinnen und mit 2:0 in Litauen, verlor danach aber in England mit 1:3 und gewann gegen San Marino mit 6:0. Im letzten Spiel vor der Sommerpause wurde dann nach 1:0-Führung noch mit 2:3 gegen England verloren, so dass die Slowenen vor den abschließenden Spielen im Herbst 2015 auf Platz 3 liegen. Mit zwei Siegen in den beiden letzten Spielen wurde der dritte Platz gesichert, so dass sie in den Playoffspielen der Gruppendritten noch die Chance hatten, sich für die Endrunde zu qualifizieren. Gegner war wie 16 Jahre zuvor die Ukraine. Im Hinspiel wurde mit 0:2 in der Ukraine verloren. Im Rückspiel erzielte Rekordnationalspieler Boštjan Cesar zwar bereits in der 11. Minute das 1:0, aber dabei blieb es zunächst. In der dritten Minute der Nachspielzeit erhielt dann Mišo Brečko die Rote Karte wegen Foulspiel und vier Minuten später musste auch der Ausgleich hingenommen werden.

### EM 2021
Für die erste paneuropäische EM-Endrunde hatte sich Slowenien nicht um die Ausrichtung von Spielen beworben. In der Qualifikation, an der auch die Ausrichter von Endrundenspielen teilnehmen mussten, hatten es die Slowenen mit Polen, Österreich, Nordmazedonien, Lettland und Israel zu tun. Kurz vor der Qualifikation übernahm Matjaž Kek das Amt des Nationaltrainers, der es bereits von 2007 bis 2011 innegehabt hatte. Die Slowenen starteten mit zwei 1:1-Unentschieden in Israel und gegen Nordmazedonien. Nach einer 0:1-Niederlage in Österreich gelang in Lettland ein 5:0-Sieg und dann Heimsiege gegen Polen (2:0) sowie Israel (3:2). Nach einer Niederlage in Nordmazedonien und einer Heimniederlage gegen Österreich hatten sie trotz des Sieges am vorletzten Spieltag gegen Lettland schon vor dem letzten Spiel gegen Polen keine Chance mehr sich zu qualifizieren und verloren dann auch noch in Polen.
Da sie in der UEFA Nations League 2018/19 in ihrer Liga sieglos geblieben waren und nur den letzten Platz belegten, konnten sie sich auch nicht über die Play-offs qualifizieren.

### EM 2024
Für die zweite EM in Deutschland konnten sich die Slowenen dann wieder qualifizieren. In der Qualifikation  wurden sie hinter Dänemark vor Finnland, Kasachstan, Nordirland und San Marino Gruppenzweite. Dabei verloren sie nur in Finnland und Dänemark. Zudem spielten sie daheim remis gegen die Dänen. Alle anderen Spiele wurden gewonnen. Damit waren sie am Ende punktgleich mit den Dänen, hatten auch die bessere Tordifferenz, aber den direkten Vergleich verloren, der für die Platzierung entscheidend war. Gruppengegner bei der Endrunde sind wieder Dänemark, England und Serbien. Für die Serben ist es die erste EM-Endrundenteilnahme. Nach der Teilnahme als Serbien&Montengero 2000, wo sie auch auf Slowenien trafen, konnten sie sich diesmal erstmals qualifizieren. Mit drei Remis qualifizierten sich die Slowenen als einer der vier besten Gruppendritten für das Achtelfinale. In diesem trafen sie auf Portugal und hielten 120 Minuten lang ein 0:0 auch weil Torhüter Jan Oblak in der Verlängerung einen Strafstoß von Cristiano Ronaldo halten konnte. Dies konnte er im anschließenden Elfmeterschießen aber nicht wiederholen und kassierte drei Treffer, wogegen die ersten drei slowenischen Schützen am portugiesischen Torhüter scheiterten. Da weitere Schützen das Ergebnis nicht mehr verändern konnten, mussten sie nicht mehr antreten und Slowenien schied aus.

## Spieler mit den meisten Einsätzen bei Europameisterschaften
| Spiele | Spieler              | Jahr (Spiele) |
| ------ | -------------------- | ------------- |
| 4      | Jaka Bijol           | 2024 (4)      |
|        | Vanja Drkušić        | 2024 (4)      |
|        | Timi Max Elšnik      | 2024 (4)      |
|        | Adam Gnezda Čerin    | 2024 (4)      |
|        | Žan Karničnik        | 2024 (4)      |
|        | Jan Mlakar           | 2024 (4)      |
|        | Jan Oblak            | 2024 (4)      |
|        | Benjamin Šeško       | 2024 (4)      |
|        | Andraž Šporar        | 2024 (4)      |
|        | Petar Stojanović     | 2024 (4)      |
| 3      | Milenko Ačimovič     | 2000 (3)      |
|        | Aleš Čeh             | 2000 (3)      |
|        | Mladen Dabanovič     | 2000 (3)      |
|        | Marinko Galič        | 2000 (3)      |
|        | Amir Karič           | 2000 (3)      |
|        | Srečko Katanec       | 1984 1 (3)    |
|        | Željko Milinovič     | 2000 (3)      |
|        | Džoni Novak          | 2000 (3)      |
|        | Milan Osterc         | 2000 (3)      |
|        | Miran Pavlin         | 2000 (3)      |
|        | Mladen Rudonja       | 2000 (3)      |
|        | Zlatko Zahovič       | 2000 (3)      |
|        | Žan Celar            | 2024 (3)      |
|        | Erik Janža           | 2024 (3)      |
|        | Jon Gorenc Stankovič | 2024 (3)      |
|        | Benjamin Verbič      | 2024 (3)      |

Stand: 25. Juni 2024

## Spieler mit den meisten Toren bei Europameisterschaften
| Tore | Spieler        | Jahr (Tore) |
| ---- | -------------- | ----------- |
| 3    | Zlatko Zahovič | 2000        |
| 1    | Miran Pavlin   | 2000        |
|      | Erik Janža     | 2024        |
|      | Žan Karničnik  | 2024        |

Stand: 1. Juli 2024

## Bei Europameisterschaften gesperrte Spieler
- 2000: Darko Milanič erhielt im zweiten Gruppenspiel die zweite Gelbe Karte und war für das letzte Gruppenspiel gesperrt. In diesem erhielt Miran Pavlin ebenfalls die zweite Gelbe Karte, die aber keinen Effekt hatte, da Slowenien ausschied.
- 2024: Erik Janža erhielt im dritten Gruppenspiel die zweite Gelbe Karte und war für das Achtelfinale gesperrt. In diesem erhielt Jaka Bijol ebenfalls die zweite Gelbe Karte, die aber keine Wirkung mehr hat, da die Mannschaft ausschied. Trainer Matjaž Kek erhielt die Rote Karte und ist mindestens für das Nations-League-Spiel gegen Österreich im September 2024 gesperrt.

## Anteil der im Ausland spielenden Spieler im EM-Kader
Legionäre, insbesondere in den Nachbarländern spielende Spieler stellten 2000 die Mehrheit im Kader.
| Jahr (Spiele) | Anzahl (Länder) | Spieler (Einsätze) |
| ------------- | --- | --- |
| 2000 (3)      | 17 (3 in Belgien, 3 in Deutschland, 1 in Frankreich, 1 in Griechenland, 1 in Israel, 1 in der BR Jugoslawien, 1 in Kroatien, 5 in Österreich, 1 in der Schweiz)                                                                                  | Mladen Dabanovič (3), Saša Gajser (0), Mladen Rudonja (3); Spasoje Bulajič (0), Rudi Istenič (1), Miran Pavlin (3); Džoni Novak (3); Zlatko Zahovič (3); Milan Osterc (3); Milenko Ačimovič (3); Zoran Pavlovič (1); Aleš Čeh (3), Aleksander Knavs (2), Darko Milanič (3), Željko Milinović (1), Sašo Udovič (2); Ermin Šiljak (1) |
| 2024 (4)      | 24 (1 in Dänemark, 1 in Deutschland, 1 in Frankreich, 3 in Griechenland, 6 in Italien, 1 in Norwegen, 2 in Österreich, 2 in Polen, 1 in Russland, 1 in der Schweiz, 1 in der Slowakei, 1 in Spanien, 1 in der Türkei, 1 in den USA, 1 in Zypern) | Igor Vekić (0); Benjamin Šeško (4); Žan Vipotnik 1 (1); Adam Gnezda Čerin (4), Andraž Šporar (4), Benjamin Verbič (3); Jaka Bijol (4), Josip Iličić (2), Jasmin Kurtić 1 (1), Sandi Lovrić (0), Jan Mlakar 1 (4), Petar Stojanović 1 (4); Nino Žugelj (0); Tomi Horvat (0), Jon Gorenc Stankovič (3); Miha Blažič (0), Erik Janža (3); Vanja Drkušić (4); Žan Celar (3); Adrian Zeljković (0); Jan Oblak (4); Jure Balkovec (2); David Brekalo (2); Vid Belec (0) |

Stand: 1. Juli 2024

## Slowenische Spieler in der jugoslawischen Mannschaft
- 1960: keine
- 1968: keine
- 1976: Branko Oblak (2)
- 1984: Marko Elsner (0), Srečko Katanec (3)

## Spiele
Slowenien bestritt bisher sieben Endrundenspiele, von denen keins gewonnen wurde und eins wurde verloren. Sechs Spiele endeten remis, wovon eins verlängert und im Elfmeterschießen verloren wurde. Bisher spielte Slowenien weder gegen einen Gastgeber, Titelverteidiger noch späteren Europameister.
| Alle EM-Spiele |               |                      |                |              |                         |
| Nr.            | Datum         | Ergebnis             | Gegner         | Anlass       | Austragungsort          |
| 1              | 13. Juni 2000 | 3:3                  | BR Jugoslawien | Gruppenspiel | Charleroi (BEL)         |
| 2              | 18. Juni 2000 | 1:2                  | Spanien        | Gruppenspiel | Amsterdam (NED)         |
| 3              | 21. Juni 2000 | 0:0                  | Norwegen       | Gruppenspiel | Arnheim (NED)           |
| 4              | 16. Juni 2024 | 1:1                  | Dänemark       | Gruppenspiel | Stuttgart (DEU)         |
| 5              | 20. Juni 2024 | 1:1                  | Serbien        | Gruppenspiel | München (DEU)           |
| 6              | 25. Juni 2024 | 0:0                  | England        | Gruppenspiel | Köln (DEU)              |
| 7              | 1. Juli 2024  | 0:0 n. V.; 0:3 i. E. | Portugal       | Achtelfinale | Frankfurt am Main (DEU) |